# Flumendosa
Le Flumendosa est le deuxième fleuve de Sardaigne, juste derrière le Tirso. 

## Géographie
Il prend sa source dans le massif du Gennargentu, dans la province de Nuoro, au pied de la Punta Perdida de Aria à 1 270 m d'altitude.
Il se jette dans la mer Mer Tyrrhénienne au niveau des villes de Muravera et Villaputzu, dans la province du Sud-Sardaigne.
Avant la construction d'une série de digues qui barrent son cours et celui de ses affluents, le fleuve avait un débit de 22 m3/s avec un maxi de 730. Son bassin a une surface de 1 775 km2.
Le fleuve était appelé Saeprus par les Romains.

## Lacs artificiels
Son cours est barré en deux endroits par des digues imposantes. Le premier barrage a été réalisé entre 1948 et 1949 dans la gorge de  Bau Muggeris, à 801 m
d'altitude. Ce barrage crée le lac haut du Flumendosa, sa longueur est de 6 km, sa largeur de 1,5 km et sa capacité de 61 millions de m3.
Trois centrales hydro-électriques souterraines reliées par des galeries et des conduites forcées sont utilisées pour la production d'énergie électrique. Les eaux
se déversent dans le lac artificiel de sa Teula à l'est de Villagrande Strisaili
à une altitude de 240 m et de là envoyées dans la plaine de Tortolì sous-jacente afin  d'irriguer les vastes zones environnantes.
La seconde digue qui a été réalisée en 1952 se situe à une altitude de 268 m au niveau du Nuraghe Arrubiu et forme le lac du moyen Flumendosa. Ce second lac est beaucoup plus grand que le premier et mesure 17 km de long, environ 500 m de large et sa capacité est de 317 millions de m3. Il produit aussi de l'énergie hydro-électriques et ses eaux sont utilisées pour l'irrigation du Campidano. Une galerie le relie au lac artificiel du Mulargia.

## Érosion
Le cours du Flamendosa suit de profondes et spectaculaires vallées creusées dans la roche. Il traverse des forêts denses en suivant des environnements naturels et différents. Au cours des millénaires, il a creusé en profondeur la partie méridionale du massif du Gennargentu en le séparant au nord du  monte Perdedu  et en divisant à l'ouest l'altopiano del Sarcidano des talons de Seulo et de Sadali. Les très hautes falaises, fruit de l'érosion de ses affluents sur les roches calcaire sont très spectaculaires. Ses affluents ont aussi créé des vallées profondes desquelles on peut admirer les fameux talons.

## Affluents
- rio Narbonionniga (de gauche),
- rio Arrudopiu  (de droite),
- rio Calaresu (de droite),
- rio sa Frusca (de droite),
- rio Nuluttu (de gauche)
- rio Flumineddu (de gauche),
- rio Gruppa (de gauche),
- rio Mulargia (de droite),
- rio Bintinoi (de droite),
- rio Spigulu (de droite),
- rio s'Acqua Callenti (de droite),
- rio Uri (de droite).

## Sources
- (it) Cet article est partiellement ou en totalité issu de l’article de Wikipédia en italien intitulé « Flumendosa » (voir la liste des auteurs).